# ヨゾ・シムノヴィッチ
ヨゾ・シムノヴィッチ (クロアチア語: Jozo Šimunović、クロアチア語発音: [jǒːzo ʃimǔːnoʋitɕ]、1994年8月4日 - ）は、クロアチアとボスニア・ヘルツェゴビナのサッカー選手。ポジションはDF。

## クラブ歴

### ディナモ・ザグレブ
7歳の時にザグレブ近郊のゴルニャ・ロムニツァでサッカーを始めた。12歳の時にNKフルヴァツキ・ドラゴヴォリャツからNKディナモ・ザグレブに移った。
2013年3月16日の試合で90分にファトス・ベチライに代わって投入され選手デビュー。同月30日に初得点を記録した。その後2015年のフルヴァツキ・ノゴメトニ・クプ決勝ではPK戦の末勝利を手にしたが、この試合で彼はフル出場し、タイトル獲得に貢献した。

### セルティック

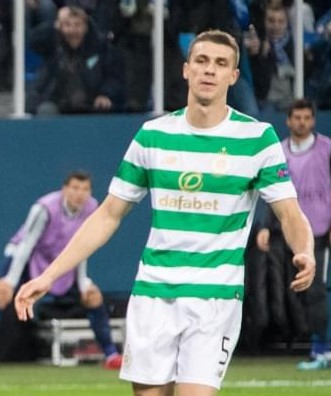
2018年、FCゼニト・サンクトペテルブルク戦にて

2015年9月1日にスコティッシュ・プレミアシップのセルティックFCに移籍、移籍金は明らかになっていない。17日のUEFAヨーロッパリーグ 2015-16 グループリーグのアヤックス・アムステルダム戦で移籍後初出場。しかしその直後に膝を怪我し、復帰後もチーム自体の不安定さもあってインパクトあるスコットランドデビューとはならなかった。2016年1月15日に移籍後初得点、しかし翌週に怪我を負傷し6週間離脱。3月26日に手術の為に今シーズンの出場は見込めない事が発表された。彼自身も出術に先立って「これだけの怪我でもプレー出来ていたのは自分でも変だと思った。でも全ては心理的な問題であって、ピッチも素晴らしい雰囲気に包まれている。そう、セルティックのような偉大なクラブだと骨折していてもプレー出来るものだ。」 と述べた。7月13日から翌14日にかけて、怪我から復帰するためにここ9週間をベオグラードで過ごし今週グラスゴーに戻るとtwitterで発表、トリノFCへ移籍する噂を否定した。しかし8月30日にトリノに渡りメディカルチェックを受けた。翌日、メディカルチェックには合格したものの、両クラブ間で移籍金の折り合いがつかずに破談した事が発表された。彼自身も「体は完全に健康でフィットしている」とtwitterで述べ、セルティックで過ごして行く事に集中すると述べた。9月18日にクリスティアン・ガンボアに代わって途中出場し復帰した。その後はセンターバックとして出場を重ね、エリク・スヴィアチェンコとともに9試合のクリーンシートを達成した。同年11月のスコティッシュリーグカップ決勝ではトム・ロギッチの得点をアシストした。3-0で勝利しタイトルを獲得した後、彼はスポルトスケ・ノヴォスティ紙に「本当に素晴らしかった。常に雰囲気が良いクラブではあるが、いつにも増して良かった、100回目のタイトルになったからね。」と語った。このシーズンはデドリック・ボヤタとのコンビネーションで活躍した。2017年9月11日に4年契約を新たに締結した。

### ゴリツァ
2021年10月20日、HNKゴリツァに加入した。

## 代表歴
ユースの全年代でクロアチア代表として出場。U-17、U-19、U-21の年代では主将を務めた。
2015年9月にクロアチア代表からUEFA EURO 2016予選・ブルガリア代表、マルタ代表戦のメンバーとして、負傷したデヤン・ロヴレンの代わりに選出されたが、彼自身も負傷し出場できなかった。
その後、クロアチア代表でプレーする可能性が低い事に不満を抱いた彼は、家族のルーツがヤイツェにあるのもあり、2017年7月にボスニア・ヘルツェゴビナ代表を目指す事を表明した。